# Aspidimorpha quinquefasciata
Casside de la patate douce
Espèce
Aspidimorpha quinquefasciata, ou Casside de la patate douce, est une espèce d'insectes coléoptères de la famille des Chrysomelidae, originaire des régions tropicales d'Afrique.
Ce coléoptère phytophage est un prédateur des plantes de la famille des Convolvulaceae, notamment la patate douce.
À la Réunion, on l'appelle « petite tortue ».

## Distribution
L'aire de répartition d’Aspidimorpha quinquefasciata s'étend dans les régions tropicales de l'Afrique occidentale et équatoriale :  Cameroun, Centrafrique, Congo, Côte d'Ivoire, Gabon, Gambie, Ghana, Guinée-Bissau, Niger, Nigeria, Sénégal, Tchad et Togo, y compris les îles de Sao Tomé-et-Principe, Madagascar et  la Réunion.
L'espèce a été introduite en Nouvelle-Calédonie en 2008.

## Synonymes
Selon  BioLib (19 octobre 2019) :
- Aspidimorpha (Aspidimorpha) quinquefasciata (Fabricius, 1801)
- Cassida quinquefasciata Fabricius, 1801